# 1229

## Události
- první písemná zmínka o Slezské Ostravě v listině papeže Řehoře IX.
- založení opevněného dvora Chotěbuz Benediktýny z Týnce u Krakova, pro hospodářské zajištění kláštera v Orlové

probíhající události
- 1228–1232 – Drentská křížová výprava
- 1223–1242 – Mongolský vpád do Evropy

## Narození
- 13. dubna – Ludvík II. Hornobavorský, bavorský vévoda a rýnský falckrabě z dynastie Wittelsbachů († 2. února 1294)

## Úmrtí
- 1. dubna – Abrahám Bulharský, křesťanský konvertita z Islámu, mučedník a světec (* ?)
- 20. srpna – Yaqut al-Hamawi ar-Rumi, arabský geograf a spisovatel řeckého původu (* 1179)
- ? – Blanka Navarrská, hraběnka a regentka Champagne (* 1177)

## Hlava státu
- České království – Přemysl Otakar I.
- Svatá říše římská – Fridrich II.
- Papež – Řehoř IX.
- Anglické království – Jindřich III. Plantagenet
- Francouzské království – Ludvík IX.
- Polské knížectví – Jindřich I. Bradatý – Konrád I. Mazovský
- Uherské království – Ondřej II.
- Latinské císařství – Balduin II. a Jan z Brienne (císař-regent)
- Nikájské císařství – Jan III. Dukas Vatatzés